# غريغوري فان دير فيل
غريغوري كورتلي فان دير فيل (بالهولندية: Gregory van der Wiel)‏ (مواليد 3 فبراير 1988 في أمستردام) لاعب كرة قدم هولندي كان يلعب لصالح نادي أياكس أمستردام الهولندي ثم أنتقل إلى نادي باريس سان جيرمان.

## مسيرته الكروية
لعب غريغوري فان دير فيل خلال مسيرته الاحترافية مع 5 أندية في أربعة عشر موسمًا وسجل خلالها 16 هدفًا ضمن 262 مباراة. حيث فاز في أربعة مواسم بالكأس وفي سبعة مواسم بالدوري.
خاض غريغوري فان دير فيل مسيرته مع نادي أياكس أمستردام في موسم 2006–07 ليلعب معه سبعة مواسم، مشاركًا في 130 مباراة سجل خلالها 12 هدفًا. ثم انتقل إلى نادي باريس سان جيرمان في موسم 2012–13 ليلعب معه أربعة مواسم، حيث شارك في 89 مباراة سجل خلالها 4 أهداف. لينتقل بعدها إلى نادي فنربخشة في موسم 2016–17 لمدة موسم واحد، مشاركًا في 11 مباراة ولم يسجل أي هدف. ثم انتقل إلى نادي كالياري في موسم 2017–18 لمدة موسم واحد، مشاركًا في 5 مباريات ولم يسجل أي هدف أيضًا. هذا وانتقل لاحقًا إلى نادي تورونتو ما بين عامي 2018 و2019 لمدة موسم واحد، مشاركًا في 27 مباراة ولم يسجل أي هدف أيضًا.

## روابط خارجية
- غريغوري فان دير فيل على موقع الاتحاد الدولي (مؤرشف)  (الإنجليزية)
- غريغوري فان دير فيل على موقع الاتحاد الأوربي (الإنجليزية)
- غريغوري فان دير فيل على موقع اتحاد تركيا (لاعب) (الإنجليزية)
- غريغوري فان دير فيل على موقع الدوري الأمريكي (الإنجليزية)
- غريغوري فان دير فيل على موقع إي إس بي إن إف سي (الإنجليزية)
- غريغوري فان دير فيل على موقع قاعدة بيانات كرة القدم.إي يو (الإنجليزية)
- غريغوري فان دير فيل على موقع ليكيب (الفرنسية)
- غريغوري فان دير فيل على موقع ناشيونال فوتبول تيمز (الإنجليزية)
- غريغوري فان دير فيل على موقع Soccerbase.com (لاعب) (الإنجليزية)
- غريغوري فان دير فيل على موقع Soccerway.com (الإنجليزية)